# Візит Еріха Гонекера до Західної Німеччини в 1987 році

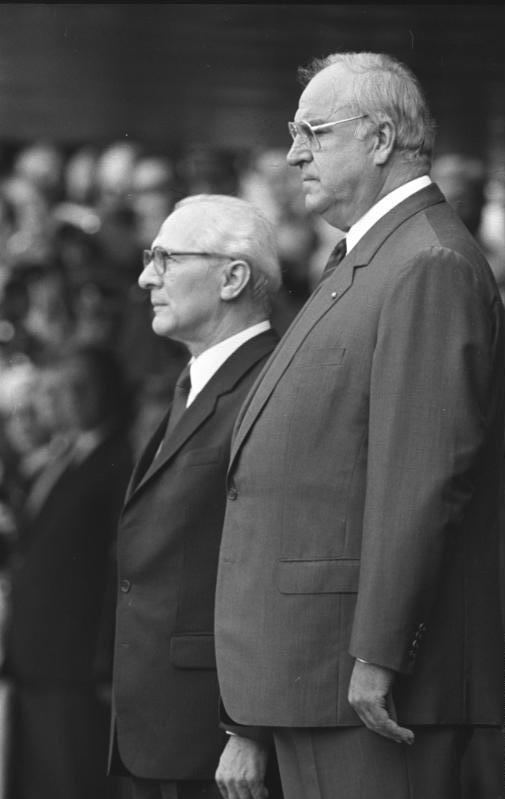
Хонеккер і Гельмут Коль в відомстві федерального канцлера в Бонні.

Візит Еріха Гонекера до Західної Німеччини відбувся 7-11 вересня 1987 року в його офіційній якості генерального секретаря Соціалістичної єдності партії Німеччини (SED) і голови Державної ради Німецької Демократичної Республіки .  Це був перший і єдиний візит такого роду під час поділу Німеччини. П'ятиденний захід було оцінено як важливий крок у розвитку міжнімецьких відносин, а також Ostpolitik, який впроваджувався, починаючи з Віллі Брандта, канцлера Західної Німеччини з 1969 по 1974 рік.   

## препарати
До 1986 року Москва блокувала можливий візит Гонекера до ФРН. У 1984 році радянський лідер Костянтин Черненко та Гонекер оголосили на саміті, що «метою є не співпраця, а розмежування».  Заперечення Радянського Союзу проти подорожі Гонекера на захід були пов’язані як з радянськими інтересами у блоковій конфронтації, так і з політикою урядів Шмідта та Коля в Рішенні НАТО про подвійний шлях . Це також було пов’язано із зусиллями розширити обмежену незалежність Східної Німеччини у сфері зовнішньої політики.  У березні 1985 року канцлер Коль знову запросив Хонеккера відвідати Бонн під час державних похоронів Черненка. Восени 1986 року Михайло Горбачов надіслав послання Хонеккеру, в якому дав йому згоду відвідати Бонн, що стало результатом його власних зусиль щодо встановлення тісніших контактів із західними країнами в рамках переорієнтації радянської політики через політику гласності та перебудови .  У травні 1987 року почалися переговори про організацію візиту до ФРН. Щоб підтвердити це, Федеральний президент Ріхард фон Вайцзеккер був прийнятий Горбачовим у Московському Кремлі 7 липня 1987 року для обговорення візиту. Оголошення Державною радою про скасування смертної кари в НДР 17 липня 1987 року також було пов'язане із запланованим візитом Хонеккера. 

## Зустрічі та церемонії

### 7 вересня

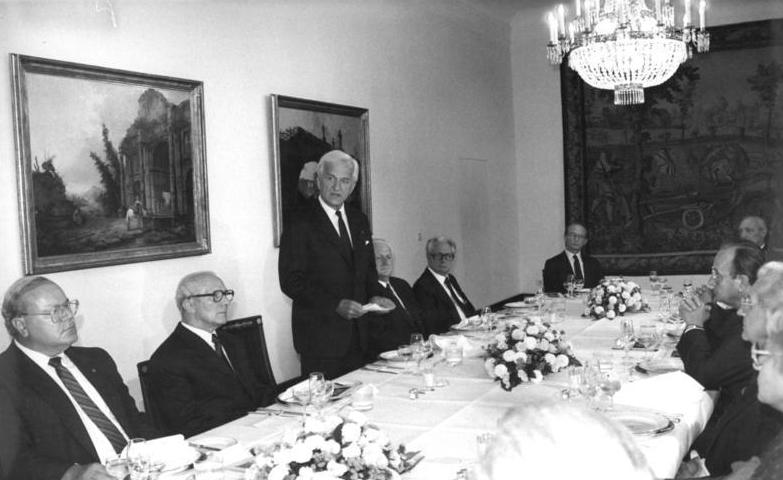
Вечеря 7 вересня. Хонеккер і Вайцзеккер видно в центрі, а також інші офіційні особи, такі як Гюнтер Міттаг і Фогель.

Гонекер прибув до аеропорту Кельна-Бонна на літаку транспортне авіакрило або транспортна ескадрилья 44 Іл-62 . Його офіційно зустрів начальник канцелярії Вольфганг Шойбле . Звідти його в кортежі доправили до Федерального канцлера, куди він прибув о пів на десяту ранку.  Після прибуття його зустрів канцлер Західної Німеччини Гельмут Коль і віддав усі державні почесті .
Після початкового обміну люб’язностями між двома лідерами Хонеккера запросили на сусідню віллу Гаммершмідта на зустріч із федеральним президентом Вайцзекером для робочого обіду. У своїй промові за столом Вайцзекер привітав гостя як «німця серед німців» і закликав до подальшої «співпраці з відкриття системи». У другій половині дня першого дня візиту в основному обговорювалися обговорення в відомстві федерального канцлера, де в основному розглядалися такі теми, як подорожі та рух відвідувачів, визначення кордону на ділянці Ельби, мінімальний обмін, міста-побратими та порядок стрільби.
Увечері федеральний уряд організував вечерю для делегацій у Redoute, де в застільних промовах відбувся обмін основними політичними позиціями глав держав. Канцлер Коль заздалегідь наполіг на тому, щоб застільні промови двох глав урядів транслювалися в прямому ефірі на державному телебаченні як у ФРН, так і в НДР. Канцлер наголосила на «усвідомленні єдності нації» і додала, що «воля до її збереження є незломленою».  Хонеккер провів ніч у замку Gymnich, який на той час використовувався як державний будинок для гостей.

### 8 вересня
Після поїздки від замку Гімніх до урядового району Бонна Хонеккер ще раз поспілкувався з Колем і Шойбле на невеликій зустрічі. Палац Шаумбург також використовувався під час візиту для політичних дискусій, прийомів та підписання контрактів. Після цього відбулася зустріч Хонеккера з президентом Бундестагу Філіпом Єннінгером і колишнім президентом Карлом Карстенсом, а також головами партій, представлених у Бундестазі, включаючи лідера Соціал-демократичної партії Ганса-Йохена Фогеля .
Увечері того ж дня Еріх Хонеккер запросив на вечерю в готель «Брістоль», де він виголосив спільну промову з Гельмутом Колем. 8 вересня того ж року було опубліковано спільне комюніке, в якому уряди Федеративної Республіки Німеччина та Німецької Демократичної Республіки підтвердили своє прагнення «розвивати нормальні добросусідські відносини, засновані на рівності, згідно з положеннями Основного договору». 

### 9 вересня
На третій день Хонеккер відвідав Північний Рейн-Вестфалія . Він прилетів на авіабазу Норвеніх на гелікоптері, наданому Федеральною прикордонною поліцією, а потім був доставлений до Дюссельдорфа, де зустрівся з міністром-президентом Йоганнесом Рау в замку Бенрат . З 200 гостями з Хонекером і Рау під час обіду, де, серед іншого, подавали Sauerbraten . На зустрічі Хонеккер і Рау домовилися в майбутньому принаймні кожні шість місяців проводити контактні переговори, особливо щодо методів захисту навколишнього середовища.
Далі подорож Хонеккера привела до Ессена, де він приземлився перед віллою Гюгель . На віллі він зустрівся з провідними представниками німецької економіки, включаючи Бертольда Бейца, голову сталеливарного конгломерату Krupp ) і Карла Х. Хана з Volkswagen . У Торгово-промисловій палаті Кельна Хонеккер зустрівся з понад 300 представниками великої промисловості та середнього бізнесу. У Вупперталі Хонеккер разом з міністром Рау відвідали будинок, в якому виріс Фрідріх Енгельс .

### 10 вересня

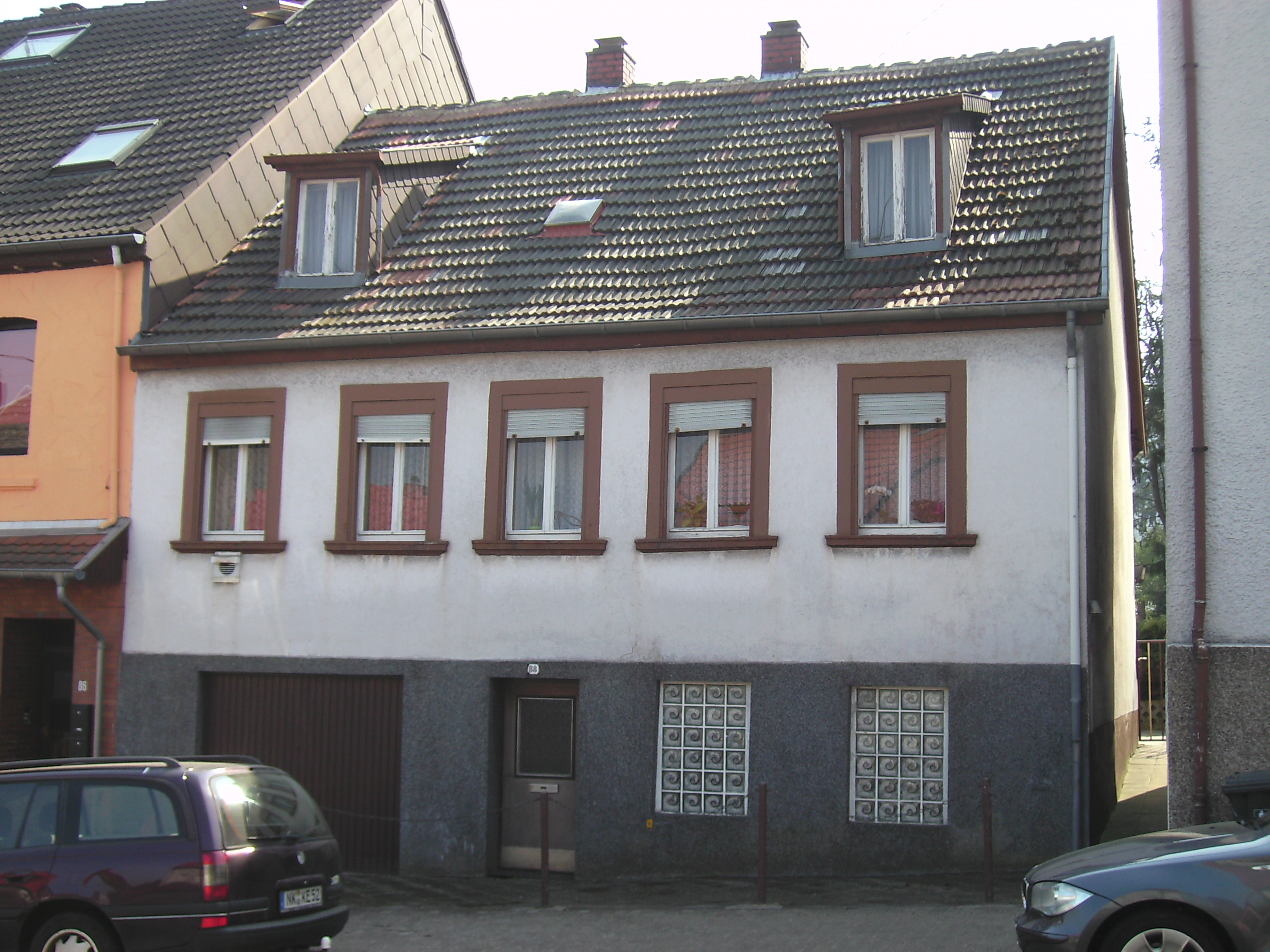
Дім дитинства Хонеккера у Вібельскірхені

На четвертий день свого візиту Хонеккер відправився в Трір, де його прийняв міністр-президент землі Рейнланд-Пфальц Бернхард Фогель перед виборчим палацом . З Фогелем він обговорив можливості економічних і культурних відносин між НДР і державою, після чого відбувся робочий обід. У другій половині дня Хонеккер відвідав будинок-музей Карла Маркса, місце народження Карла Маркса, і поклав там 50 троянд. 
З Тріра Хонеккер вирушив на Боїнг 707 німецьких ВПС  до Саарланду, де його прийняв в аеропорту Саарбрюкен президент-міністр Оскар Лафонтен з військовими почестями від німецької армії, а потім офіційно зустріли в Державній канцелярії. Звідти Хонеккер поїхав кортежем до Нойнкірхена, де він відвідав у районі Вібельскірхен свою молодшу сестру Ґертруду Гопштедтер (1917-2010) і могилу своїх батьків Вільгельма (1881-1969) і Кароліни Катарини Хонекер (1883-1963).  Хонеккер також зустрів друзів дитинства.   Наступного дня після свого візиту до міста баварський лідер сказав Хонеккеру про важливість свого візиту до його рідного міста, сказавши йому: «Можливо, це було б ознакою вашого розуміння, якби наші співвітчизники могли реалізувати ті самі бажання», натякаючи на політика возз'єднання сімей. 
Візит завершився прийомом у лорда-мера Нойбера в громадському центрі Нойнкірхена. У своїй промові там Хонеккер виголосив емоційну промову, в якій говорив про день, коли німці більше не будуть розділені кордонами.    Він конкретно сказав: 
"The day will come when borders no longer separate us, but unite us, just like the border between the German Democratic Republic and Poland."
Після цієї приватної частини візиту Хонеккер взяв участь у вечері з президентом-міністром Лафонтеном і представниками ділової та політичної спільноти Саару в казино Dillinger Hütte. 

### 11 вересня
11 вересня 1987 року об 11 годині ранку Хонеккер покинув Саарланд на борту того ж пасажирського літака, на якому він прибув до міста. Останній день Хонеккера під час свого візиту до ФРН провів у Мюнхені, Баварія, де міністр-президент Баварії Франц Йозеф Штраус зустрів його в аеропорту Мюнхен-Рім і поспілкувався з ним у Державній канцелярії Баварії. Тоді Штраус влаштував обід на честь Хонеккера в залі антикваріуму в мюнхенській резиденції, на якому були присутні близько 130 представників баварської політики та економіки. Потім він відвідав концтабір Дахау, де зустрівся з тими, хто вижив у таборі.  Після прощання, яке він отримав у другій половині дня, Хонеккер вилетів із Мюнхена назад до Східного Берліна на радянському Іл-62, приземлившись у берлінському аеропорту Шенефельд через деякий час. 

## Протокол

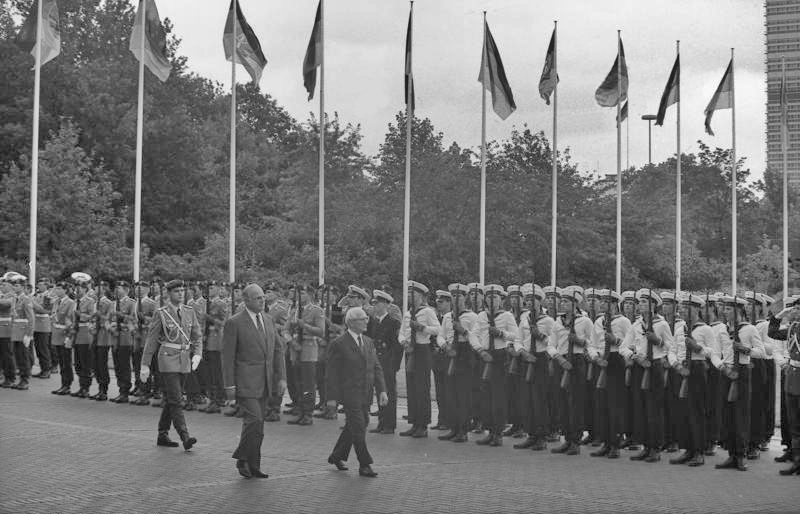
Хонеккер і Коль оглядають почесну варту Федерального канцлера.

Цей візит був надзвичайно суперечливим, оскільки його розглядали як потенційне підтвердження Західною Німеччиною існування Східної Німеччини. У зв’язку з цим уряд ФРН доклав значних зусиль, щоб знизити його офіційний статус.
Різне сприйняття значення візиту Еріха Хонеккера створило серйозний виклик для дипломатичних протокольних служб. Політичне керівництво НДР очікувало, що візит відповідатиме загальновизнаним міжнародним дипломатичним практикам. Натомість представники Західної Німеччини намагалися уникнути будь-якого протоколу, який міг би тлумачитися як визнання НДР суверенною державою або схвалення її комуністичної системи..   Хонекер прибув до канцелярії на Mercedes-Benz 600, де для нього відбулася церемонія привітання. Wachbataillon Федерального міністерства оборони надав почесті на церемонії, а Штабний оркестр Бундесверу виконав Auferstanden aus Ruinen і Deutschlandlied . На поступку інтересам Західної Німеччини червона доріжка була на кілька футів коротшою, ніж зазвичай під час офіційних державних візитів, мотоциклетний ескорт мав 17 поліцейських замість 21, а дві вищезгадані музичні частини, які грали на військовому прийомі, були згадані в офіційній програмі. просто як « гімни » замість « національних гімнів ». Відповідно до протоколу Федерального канцлера, Вайцзеккер називав Хонеккера «паном генеральним секретарем » замість «паном головою», оскільки останнє означає статус глави держави у Хонеккера. </link>

## Рецепція ЗМІ та реакція Західної Німеччини
Візит Хонеккера у Федеративну Республіку користувався світовою реакцією, було акредитовано близько 2400 журналістів. У ЗМІ домінувала «символіка визнання німецького подвійного громадянства».  Zweites Deutsches Fernsehen (ZDF), західнонімецьке телебачення, заявило, що його коментарі в Саарі були «найважливішими, зробленими Хонекером під час його візиту».  Речник уряду підкріпив це переконання, сказавши, що це «вказує на те, що Східна Німеччина рухається в правильному напрямку». 